# Falaye Sacko
Falaye Sacko (ur. 1 maja 1995 w Bamako) – piłkarz malijski grający na pozycji prawego obrońcy. Od 2022 jest piłkarzem klubu AS Saint-Étienne, do którego jest wypożyczony z Vitórii SC.

## Kariera klubowa
Swoją karierę piłkarską Sacko rozpoczął w klubie Djoliba AC, w którym zadebiutował w sezonie 2014/2015 zadebiutował w pierwszej lidze malijskiej. W klubie tym spędził rok i w lipcu 2015 przeszedł do Újpestu. W sierpniu 2015 wypożyczono go do Sint-Truidense VV, w którym nie rozegrał żadnego meczu.
Na początku 2016 Sacko przeszedł do Vitórii SC. Początkowo grał w jej rezerwach, a w sezonie 2016/2017 stał się również członkiem pierwszego zespołu. W pierwszym zespole Vitórii zadebiutował 31 marca 2017 w zwycięskim 2:1 wyjazdowym meczu z CD Nacional.
Zimą 2022 został piłkarzem Sacko został wypożyczony z Vitórii do AS Saint-Étienne. Swój debiut w tym klubie zanotował 5 lutego 2022 w zwycięskim 3:1 domowym spotkaniu z Montpellier HSC.
| Sezon   | Klub              | Kraj       | Rozgrywki         | Mecze | Gole |
| ------- | ----------------- | ---------- | ----------------- | ----- | ---- |
| 2014/15 | Djoliba AC        | Mali       | Première Division | ?     | ?    |
| 2016/17 | Sint-Truidense VV | Belgia     | Eerste klasse     | 0     | 0    |
| 2015/16 | Vitória SC B      | Portugalia | Segunda Liga      | 6     | 0    |
| 2016/17 | Vitória SC        | Portugalia | Primeira Liga     | 1     | 0    |
| 2016/17 | Vitória SC B      | Portugalia | Segunda Liga      | 35    | 0    |
| 2017/18 | Vitória SC        | Portugalia | Primeira Liga     | 6     | 0    |
| 2017/18 | Vitória SC B      | Portugalia | Segunda Liga      | 22    | 0    |
| 2018/19 | Vitória SC        | Portugalia | Primeira Liga     | 28    | 0    |
| 2019/20 | Vitória SC        | Portugalia | Primeira Liga     | 23    | 0    |
| 2020/21 | Vitória SC        | Portugalia | Primeira Liga     | 28    | 0    |
| 2021/22 | Vitória SC        | Portugalia | Primeira Liga     | 13    | 1    |

## Kariera reprezentacyjna
W reprezentacji Mali Sacko zadebiutował 11 listopada 2017 w zremisowanym 0:0 meczu eliminacji do MŚ 2018 z Gabonem, rozegranym we Franceville. W 2019 roku powołano go do kadry na Puchar Narodów Afryki 2019. Na tym turnieju wystąpił w jednym meczu, grupowym z Angolą (1:0).
W 2022 Sacko został powołany do kadry na Puchar Narodów Afryki 2021. Rozegrał na nim cztery mecze: grupowe z Tunezją (1:0), z Gambią (1:1) i z Mauretanią (2:0) oraz w 1/8 finału z Gwineą Równikową (0:0, k. 5:6).